# レクサス・LF-Gh
レクサス・LF-Gh（The Lexus LF-Gh）は2011年に発表されたコンセプトカーである。

## 概要
LF-Ghは2011年のニューヨーク国際オートショーで発表された。レクサスのデザインフィロソフィーである「L-finesse」の新たな可能性を探究するとともに“レクサス・ハイブリッド・ドライブ”に基づき開発した次世代のミッドサイズグランドツーリングセダンのコンセプトカーとなる。車名は「Lexus Future Grand Touring Hybrid」から来ている。

フロントにはスピンドルグリルと呼ばれる台形を二つ重ねたような形状のフロントグリルが配置され、6灯式のヘッドライト、L字型のデイライトなど、今後のレクサスのフロントフェイスを示唆するデザインとなっている。

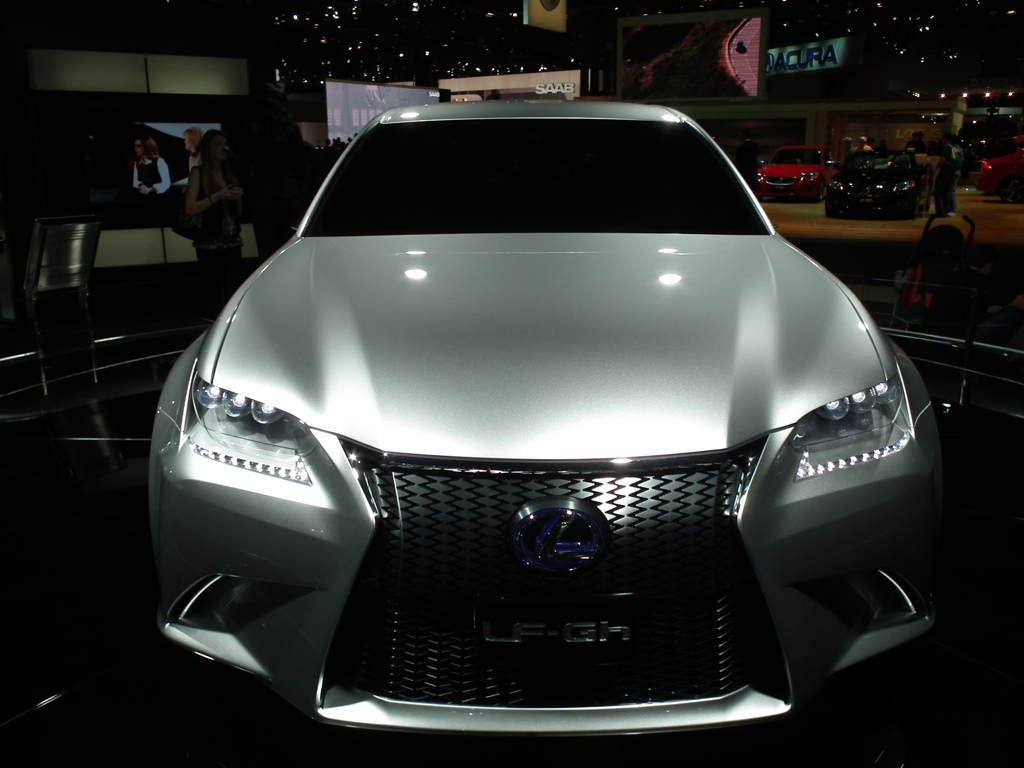
LF-Gh、York Auto showにて
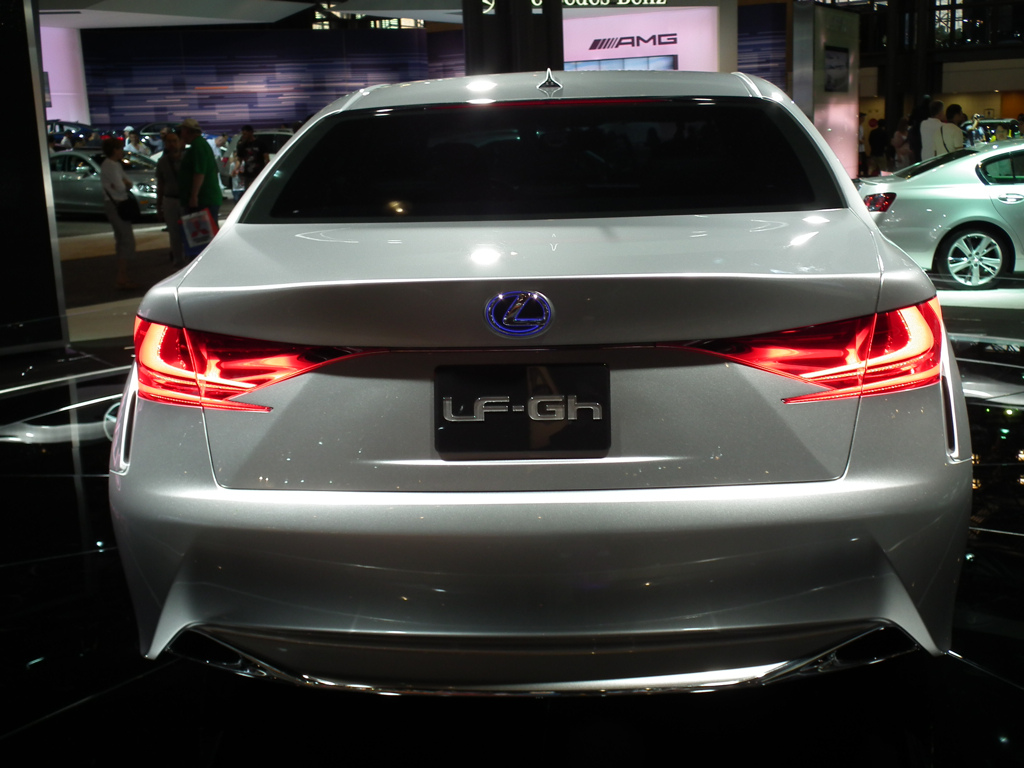
LF-Gh rear view.